# Universidade de Binghamton
A Universidade Binghamton é uma universidade estadual no estado de Nova Iorque, Estados Unidos.

## Galeria de imagens

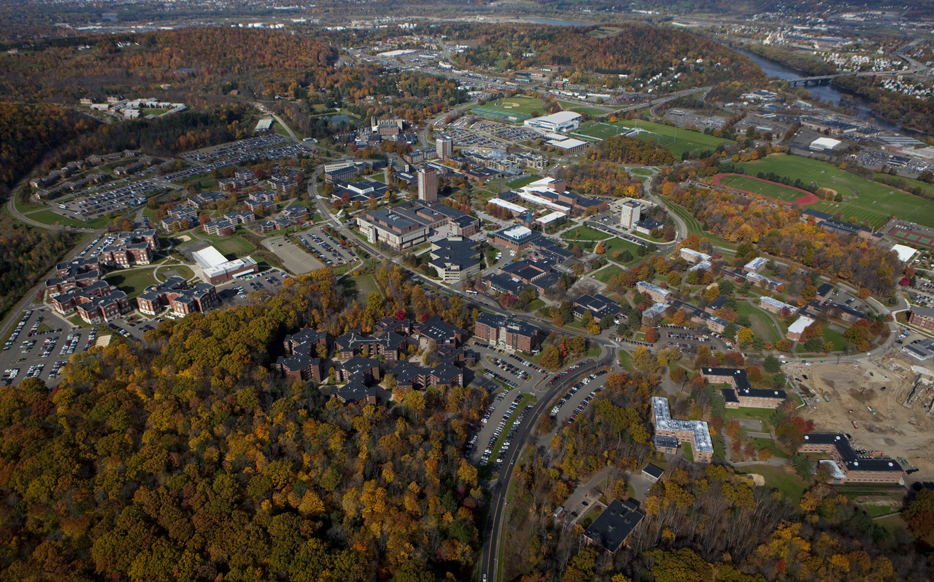
Vista área do campus
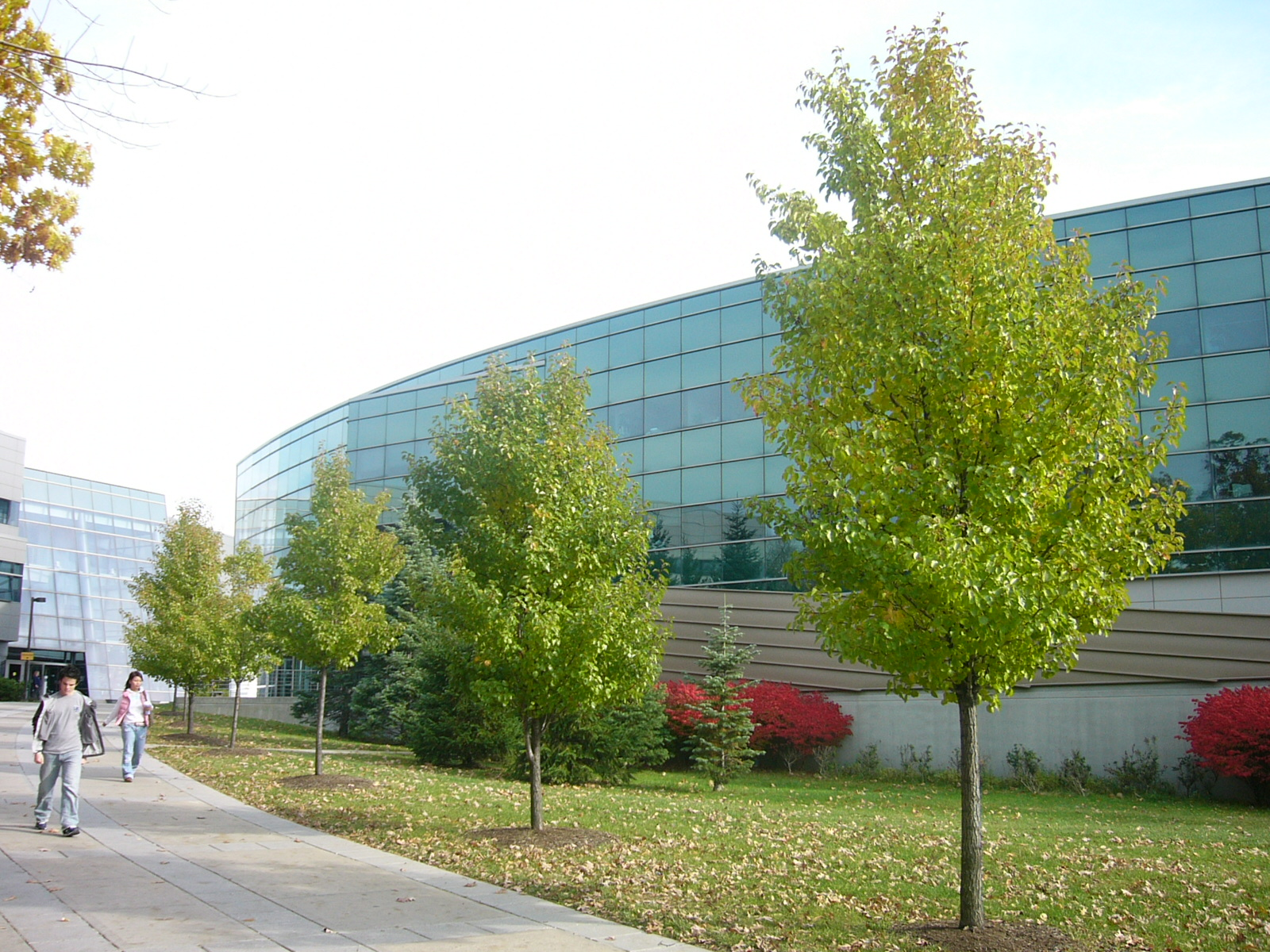
Escola de Gestão
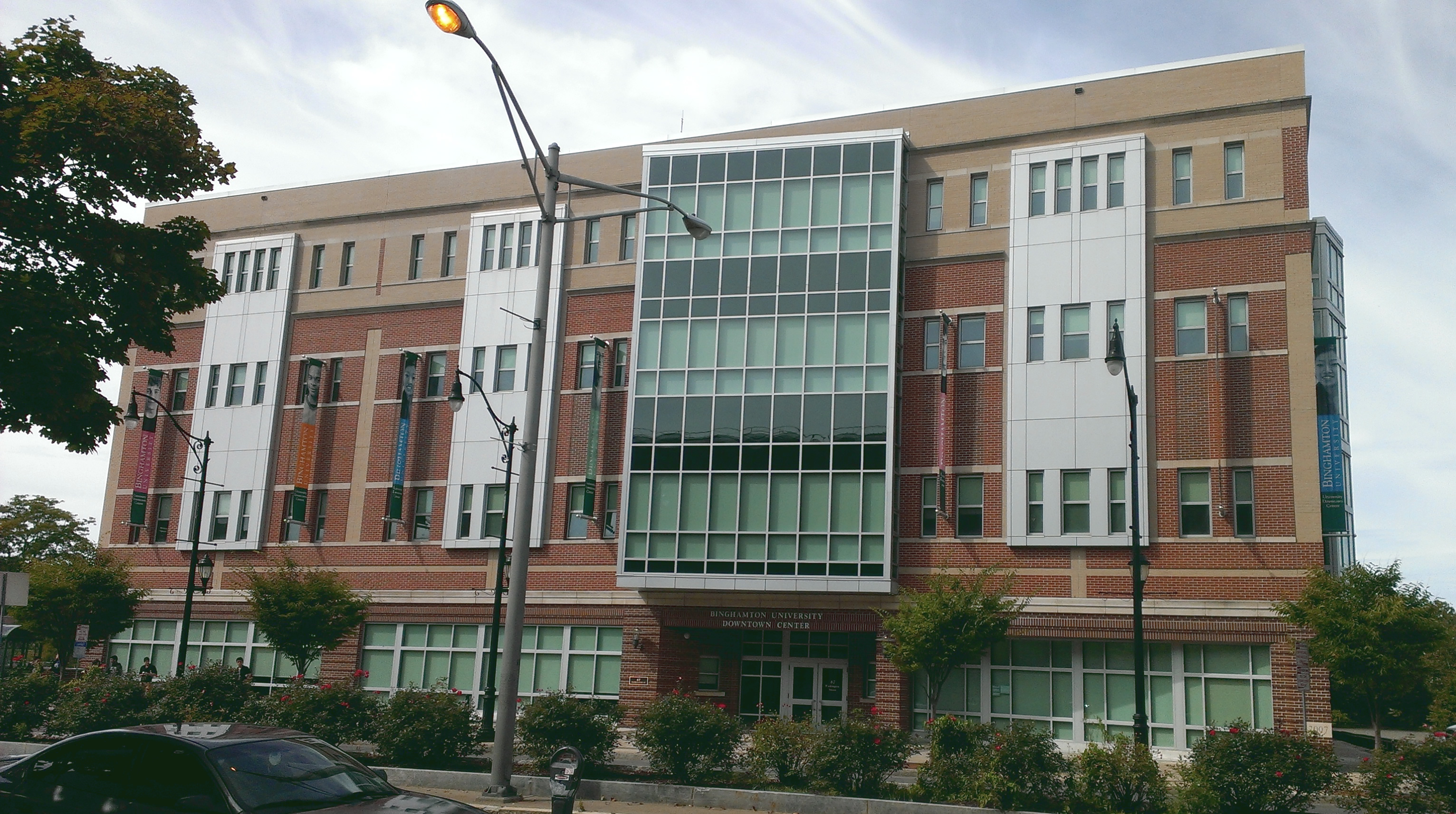
Downtown Campus
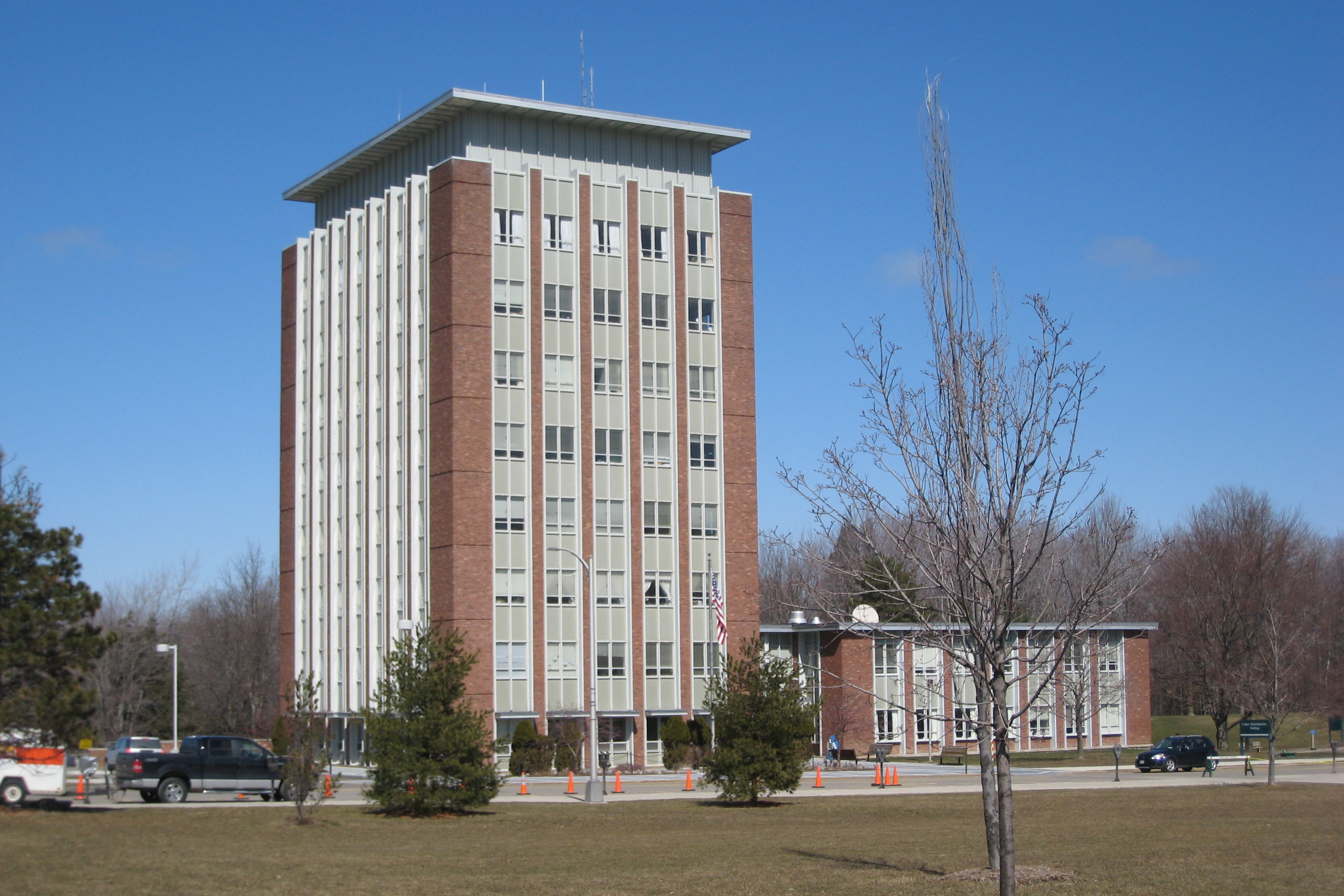
Edifício administrativo Couper
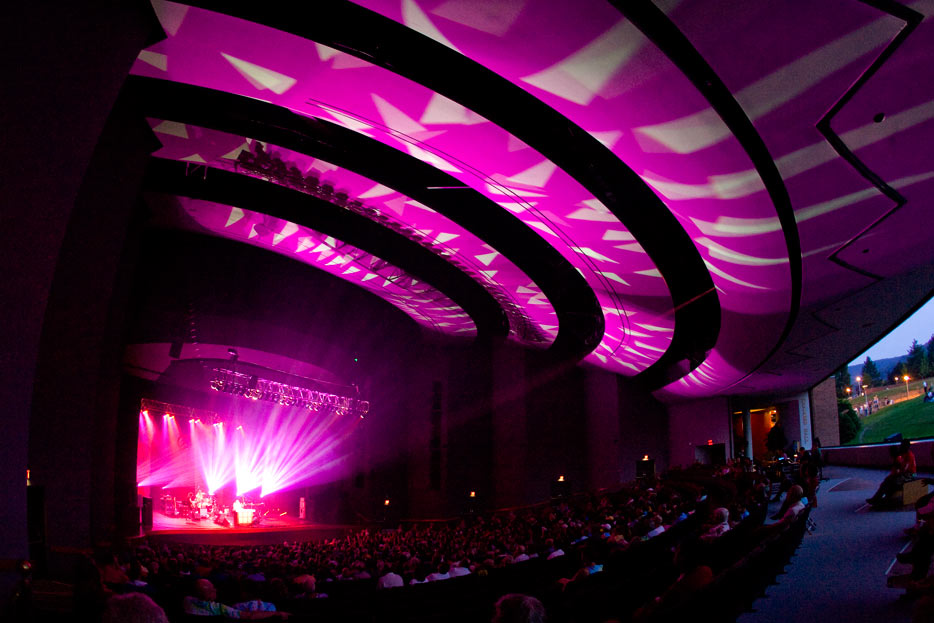
Centro Andersen